# Brestovac (Bor)
Brestovac (em cirílico:Брестовац) é uma vila da Sérvia localizada no município de Bor, pertencente ao distrito de Bor, na região de Timočka Krajina. A sua população era de 2950 habitantes segundo o censo de 2002.

## Demografia
| 1948  | 1953  | 1961  | 1971  | 1981  | 1991  | 2002  |
| ----- | ----- | ----- | ----- | ----- | ----- | ----- |
| 2 051 | 2 120 | 2 350 | 2 201 | 2 121 | 3 140 | 2 950 |